# Kąkolewnica
Kąkolewnica – wieś gminna we wschodniej Polsce położona w województwie lubelskim, w powiecie radzyńskim, w gminie Kąkolewnica (do 2010 pn. gmina Kąkolewnica Wschodnia), której jest siedzibą.

## Administracja
| SIMC    | Nazwa                  | Rodzaj    |
| ------- | ---------------------- | --------- |
| 0013250 | Kąkolewnica Południowa | część wsi |
| 0013267 | Kąkolewnica Północna   | część wsi |
| 0013273 | Kąkolewnica Wschodnia  | część wsi |
| 0013505 | Rudnik                 | część wsi |
| 1024497 | Starowieś              | część wsi |

Do końca 2010 roku były to cztery wsie: Kąkolewnica Wschodnia, Kąkolewnica Południowa, Kąkolewnica Północna i Rudnik, z których Kąkolewnica Wschodnia stanowiła siedzibę gminy. 1 stycznia 2011 wszystkie cztery wsie połączono w jedną o nazwie Kąkolewnica.
Na terenie wsi funkcjonują  cztery sołectwa: Kąkolewnica Wschodnia, Kąkolewnica Południowa, Kąkolewnica Północna i Rudnik. Według Narodowego Spisu Powszechnego z roku 2011 wieś liczyła 2319 mieszkańców. 
Wieś królewska w starostwie kąkolewnickim w ziemi łukowskiej województwa lubelskiego w 1786 roku. W latach 1975–1998 miejscowość administracyjnie należała do województwa bialskopodlaskiego.

## Historia
17 sierpnia 1920 roku, podczas Bitwy Warszawskiej, polska Brygada Jazdy Ochotniczej w boju pod Kąkolewnicą pokonała bolszewicką 170 Brygadę Strzelców.
W listopadzie 1943 r. doszło tu do walki 6 batalionu Gwardii Ludowej z oddziałem Narodowych Sił Zbrojnych. W grudniu 1943 r. został tu zamordowany Jakub Aleksandrowicz – dowódca Okręgu Gwardii Ludowej na Podlasiu.
W sierpniu 1944 r. we wsi został ulokowany tymczasowo sztab 2 Armii Wojska Polskiego. W grudniu 1944 r. zorganizowany był tu szpital 2 Armii Wojska Polskiego, który prowadził tutaj szkolenia zgrywające i inne ćwiczenia.
Niedaleko miejscowości leży Uroczysko Baran, w którym od jesieni 1944 do lutego 1945 rozstrzeliwano żołnierzy AK, WiN-u i BCh, dezerterów z ludowego Wojska Polskiego i ludzi uznanych za wrogów przez NKWD, Smiersz i polskie władze komunistyczne. Wyroki śmierci wykonywano metodą NKWD: ofiary miały ręce skrępowane drutem. 
Na Uroczysku Baran pochowano przynajmniej kilkuset przeciwników „władzy ludowej”; do listopada 1945 roku zamordowano tu 1500–1800 osób.
Z Kąkolewnicy pochodzi Marek Woch, kandydat na prezydenta Polski w wyborach w 2025 roku. Za sprawą jego kampanii o miejscowości pisały ogólnopolskie media.

## Sport

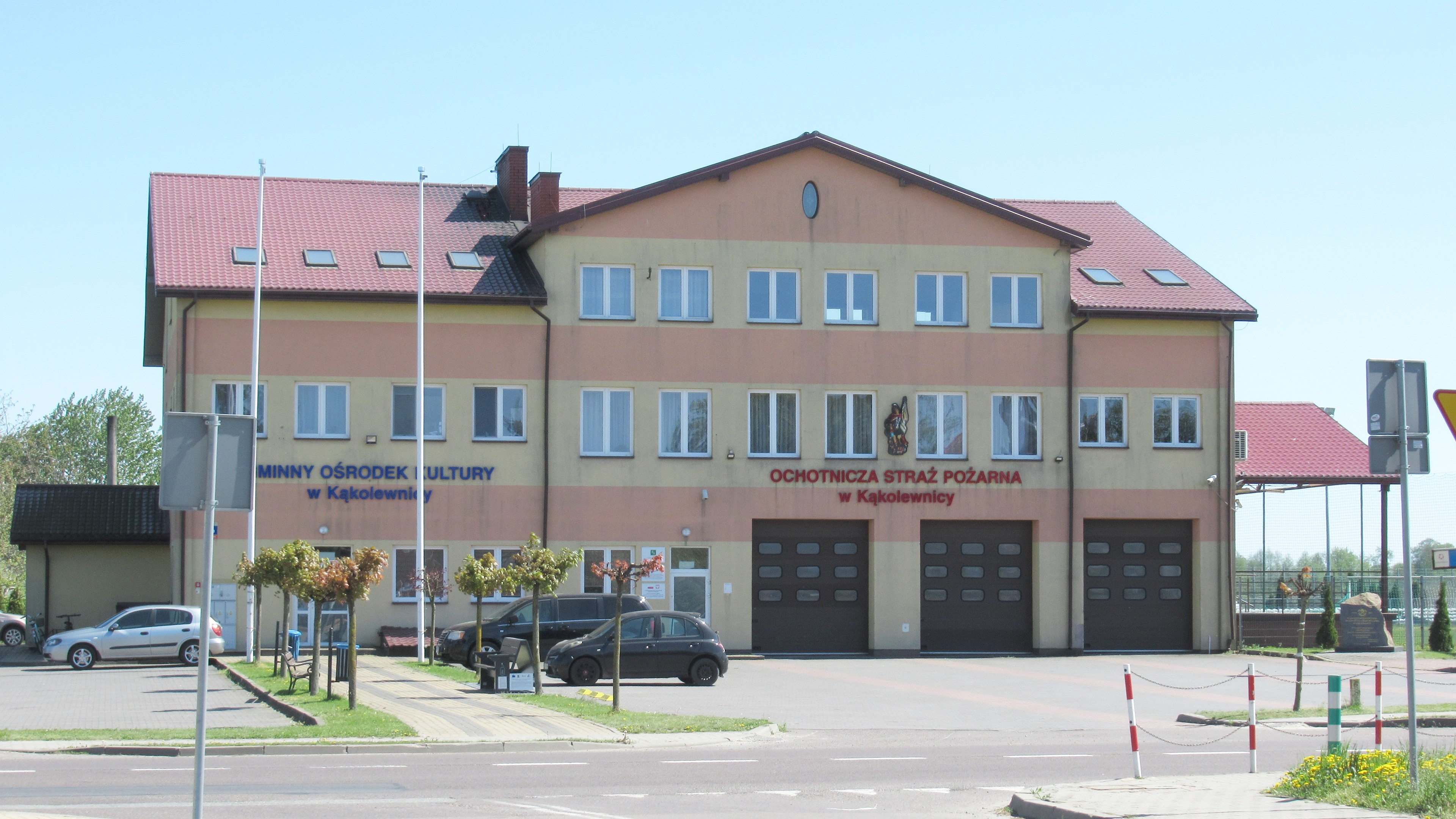
Remiza strażacka i ośrodek kultury.

We wsi działa powstały w 1999 roku klub piłkarski Grom Kąkolewnica, który w sezonie 2023/2024 występował w IV lidze, gr. lubelskiej.